# Ferienhort am Wolfgangsee

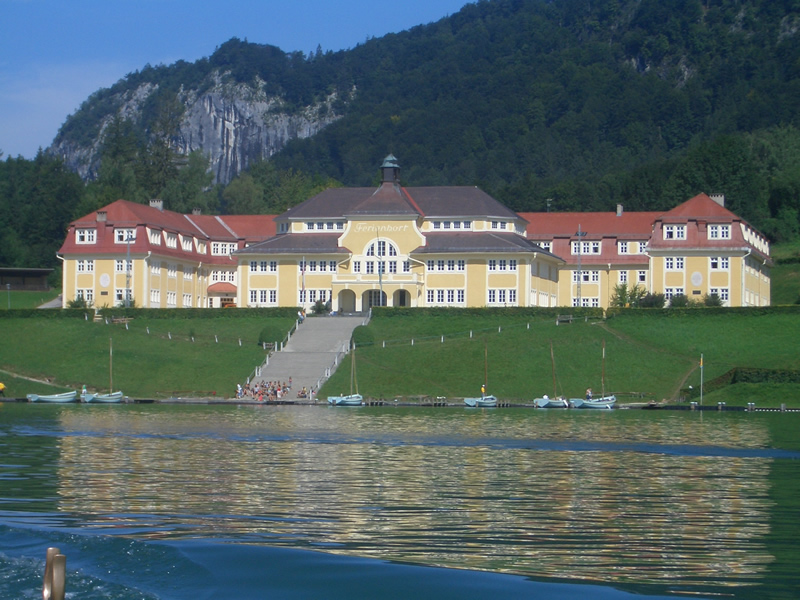
Ferienhort-Hauptgebäude vom See aus

Ferienhort am Wolfgangsee ist ein gemeinnütziger, unabhängiger, sozial engagierter Verein, der seit 1888 Feriencamps für Kinder und Jugendliche anbietet. Als Ferienhort wird auch die vereinseigene Liegenschaft in Sankt Gilgen, Ried 1, im Salzkammergut, Österreich bezeichnet, auf der die Ferienaktionen seit 1911 angeboten werden. Der Verein hat seinen Sitz in Wien und zählt rund 700 ordentliche Mitglieder (Stand: 2024).

## Ziele und Grundsätze
Der Verein hat sich zum Ziel gesetzt, im Rahmen der Ferienaktionen die Fähigkeiten und Talente junger Menschen zu fördern und sie bei ihrer Entwicklung zu selbstbestimmten und selbstbewussten Personen zu begleiten. Es soll Freude am Umgang mit anderen Menschen bei gegenseitiger Achtung und Akzeptanz von Unterschiedlichkeit erlernt und ein friedliches und konstruktives Leben in Gemeinschaft mit anderen erreicht werden.
Diese Ziele sollen durch folgende pädagogische Grundsätze verwirklicht werden:
- Ganzheitlich-kreatives Menschenbild
- Förderung der Individualität und Eigenverantwortung
- Vielfalt des Angebotes und der Personen
- Erlebnisorientierung

Der Grundsatz der Gemeinnützigkeit und des sozialen Engagements wird dadurch umgesetzt, dass Kindern aus finanziell schwächeren Familien die Teilnahme an den Feriencamps durch Unterstützungen aus dem vom Ferienhort betriebenen „Ferienhort-Sozialfonds“ ermöglicht wird. Außerdem wird der Verein als Non-Profit-Organisation mit ehrenamtlichen Funktionären und Mitarbeitern geführt.

## Bedeutung
Bis auf die Jahre 1915 bis 1918 und 1938 bis 1945 wurden seit der Vereinsgründung kontinuierlich Ferienaktionen veranstaltet. Konnten in den Anfangsjahren nur einige Dutzend Schüler untergebracht werden, so stieg die Zahl der Teilnehmer ab dem Jahr 1898 auf über einhundert und ab 1905 auf über zweihundert. Durch die Hinzunahme von neuen Standorten war es in den Jahren vor der Errichtung des eigenen Heims bereits möglich, jeden Sommer rund vierhundert Plätze anzubieten.
Ab dem Jahr 1911 wurden die Ferienaktionen nur noch im Ferienhort am Wolfgangsee durchgeführt. Die Teilnehmerzahlen pendelten von 1911 bis 1987 zwischen 450 und 560. Die höchste je erreichte Zahl an teilnehmenden Schülern in einem einzelnen Feriencamp wurde im Jahr 1937 mit 562 erreicht.
Aus pädagogischen Gründen wurden die Gruppengrößen in den 1990er Jahren auf maximal 55 Schüler reduziert. Durch die seit 1988 angebotenen zusätzlichen Camps – Special, Schnuppercamp (später: Mini-Camp), Abenteuer-Camp (heute: Allround-Camp), Chargen-Camp (später: Boots-Camp) – stieg die Gesamtteilnehmerzahl auf jährlich über 700 Kinder und Jugendliche. Im Jahr 2007 wurde zum ersten Mal eine Teilnehmerzahl aller Camps von über 1.000 erreicht.
Aktuell wird nach dem 4-wöchigen Classic-Camp, ein 2-wöchiges Allround-Camp und danach ein 1-wöchiges Special-Camp angeboten. Insgesamt nehmen über 1100 Kinder und Jugendliche jedes Jahr an diesen Camps teil. 

## Geschichte
Der sozial ausgerichtete und überparteiliche Verein konstituierte sich am 15. April 1888 im Gemeinderat-Sitzungssaal des Wiener Rathauses als Ferienhort für bedürftige Gymnasialschüler. Als Begründer gilt der Wiener Lungenfacharzt Leopold Schrötter Ritter von Kristelli (1837–1908), der gering bemittelten Gymnasiasten (ab 1894 auch Realschülern) aus Wien die Möglichkeit eines Ferienaufenthalts auf dem Land ermöglichen wollte.
In den ersten Jahren wurden die Ferienaktionen an unterschiedlichen Orten Cisleithaniens organisiert. Im Gründungsjahr 1888 wurde für 22 Schüler eine Ferienaktion in Wildalpen in der Steiermark abgehalten. Diese erste Aktion dauerte 60 Tage, vom 16. Juli bis zum 14. September 1888. In den 1890er Jahren wurde ein eigens erworbenes Haus in Steeg am Hallstätter See bewohnt. Eine bauliche, als privates Wohn- wie Wirtschaftsgebäude noch bestehende Erweiterung der Anlage entstand 1907/08 an der heutigen Adresse Bad Goisern, Steeg 33. Aufgrund der rasch steigenden Nachfrage nach diesen Sommererholungsaktionen begab man sich allerdings schon bald auf die Suche nach einem eigenen großen Ferienheim.
Mit dem am 24. Mai 1910 realisierten Erwerb der Liegenschaft „Villa Frauenstein“ am Abersee – das Grundstück (samt anschließendem „Breitengut“) umfasst etwa 40 ha Wald und Wiesen sowie rund zwei Kilometer Seeufer – gelang es schließlich, das von Architekt Franz Schönthaler (1860–1923) entworfene, heute noch bestehende Gebäude samt Festsaal zu errichten. Seit dem Frühjahr 1911 bietet dieser sich weithin zeigende Kolossalbau  (Länge: 88 m, Tiefe: 42 m) Raum für etwa 450 Jugendliche.
Bis zum Jahr 2007 konnten 44.987 Kinder und Jugendliche ihre Ferien im Ferienhort verbringen. Im Jubiläumsjahr 2008 wurde der 45.000ste Teilnehmer im Rahmen der Festveranstaltung „120 Jahre Ferienhort“ geehrt.
Am 16. Juli 2011 wurde mit dem Jubiläumsfest „100 Jahre Ferienhort am Wolfgangsee“ der Fertigstellung des Ferienheims am Wolfgangsee im Jahr 1911 gedacht.

## Bootswesen

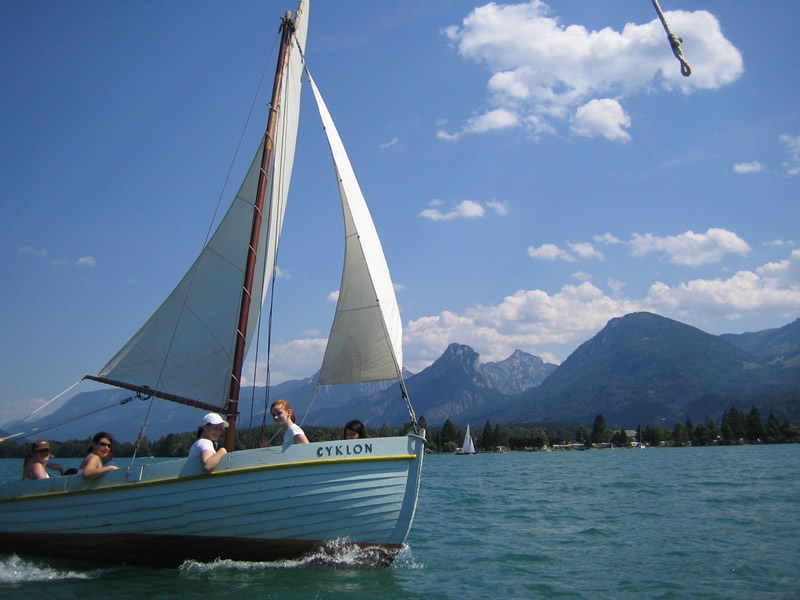
Segelausfahrt mit dem Boot „Cyklon“

Das Bootswesen im Ferienhort nahm seinen Ursprung im Jahr 1890, als die Ferienaktion erstmals am Hallstätter See stattfand. Im selben Jahr noch überließ das k.u.k. Hafenadmiralat in Pola (heute: Pula in Kroatien) dem Ferienhort zwei Beiboote der österreichischen Marine. Gleichzeitig wurde dem damaligen k.u.k. Torpedomeister Johann Baumgartner Urlaub gewährt, um die Zöglinge (wie die Schüler damals genannt wurden) entsprechend zu instruieren und ihnen das Rojen (seemännisch für Rudern) beizubringen. Somit war Johann Baumgartner der erste Bootswesen-Betreuer im Ferienhort. Dieselbe Marinesektion spendete in den folgenden Jahren noch weitere Boote, sodass im Jahr 1905 bereits 145 Schüler in den Booten Platz fanden.
Mit der Verlegung der Ferienaktionen auf die eigens erworbene Liegenschaft am Wolfgangsee wurde 1911 sichergestellt, dass die von der Marine zur Verfügung gestellten Boote auch weiterhin genutzt werden konnten.
Während der beiden Weltkriege konnten jedoch keine Ferienaktionen durchgeführt werden, da sich Österreich im Kriegszustand befand. Von 1916 bis 1918 beherbergte der Ferienhort als Sommerübungsstätte die Marineakademie aus Fiume, danach konnte bis zum „Anschluss“ an das Deutsche Reich wieder jeden Sommer der Ferienhort selbst das Gelände nutzen. Als im März 1938 die deutschen Truppen in Österreich einmarschierten, wurde der Verein aufgelöst und das Vermögen beschlagnahmt. Auch die meisten Boote der Ferienhort-Flotte wurden im Lauf der Zeit von der Marine-HJ beschlagnahmt, an verschiedene Seen gebracht und konnten nach dem Krieg nicht mehr gefunden werden.
Während der NS-Zeit wurde das Gebäude am Wolfgangsee als Unteroffiziersschule und später als Seeberufsfachschule verwendet. Nach dem Ende des Krieges wurde der Ferienhort von den amerikanischen Besatzungsmächten genutzt. Während dieser Zeit brannte unter anderem die Schiffshütte nieder, wobei zwei Motorboote, zwei Regattaboote, eine Transportplätte sowie drei Boote und Schiffsmaterial ein Opfer der Flammen wurden.
Als die Liegenschaft am Wolfgangsee 1947 schließlich wieder an den Verein zurückfiel, waren von den ehemaligen 17 Booten nur mehr vier Boote übrig (Alfred, Hans, Anka, Präsident), die wieder instand gesetzt werden konnten. Daher machte sich die damalige Vereinsleitung auf die Suche nach neuem Bootsmaterial. Es kam schließlich aus der während des Krieges im Heim untergebrachten Seeberufsschule und aus dem Marinedepot am Wörthersee.
Nach zahlreichen Ankäufen, Reparaturen und auch Abgaben, war der heutige Stand (mit Ausnahme der Zweimaster Albatros und Sturmvogel) im Jahr 1954 erreicht.
Im Jahr 1965 wurde mit der Umrüstung der Segelkutter auf Kunststoffsegel begonnen, bald danach wurden auch die meisten Bootskörper mit Laminat überzogen. Seit einigen Jahren wird nun übers Jahr je ein Boot generalüberholt (notwendige Ausbesserungen am Rumpf, Erneuerung des Innenausbaus).
1994 schließlich wurden zwei weitere Zweimaster angekauft, womit sich ein Stand von 15 Booten ergab:
- Traditionsklasse: Alfred, Hans, Anka, Präsident
- schwere Kutter: Orkan, Cyklon, Taifun, Leopard, Panther
- leichte Kutter: Phönix, Condor, Tiger
- Zweimaster: Seefalke, Albatros, Sturmvogel

In den folgenden Jahren wurden immer wieder Boote von Privatpersonen an den Ferienhort gespendet. Davon sind heute noch zwei Jollen (ein Trainer und ein Korsar) und eine Yawl (Wespe) vorhanden.
Seit dem Jahr 2008 sind Sturmvogel und Albatros nicht mehr im Einsatz, wodurch sich ein Stand von 13 Booten ergibt und somit Seefalke der einzige Zweimaster ist.
Aufgrund des gewachsenen Restaurierungsbedarfs und zur langfristigen Wahrung der Sicherheit beschloss der Verein in einem großen Projekt ("Leinen Los") von 2014 bis 2023 alte Kutter aus der Flotte auszuscheiden und durch neue Boote zu ersetzen. Jedes Jahr wurde eine Bootsschale bei einer Werft in Rügen (Deutschland) bestellt und von Bootsbauer Fritz Buchinger im Ferienhort ausgebaut. Dieses Projekt konnte zum größten Teil über Sponsoren finanziert werden. Daraus ergibt sich der heutige Stand von 14 Booten (4 Traditionsklassen, 10 Fünfduchter; davon 1 Zweimaster). 
- Traditionsklasse: Alfred, Hans, Anka, Präsident
- Kutter: Cyklon, Kormoran, Löwe, Blizzard, Pelikan, Luchs, Tornado, Jaguar, Adler
- Zweimaster: Seefalke

## Organisation und Finanzierung
Der Verein wird vom Vorstand, bestehend aus dem Präsidenten und bis zu 18 Vorstandsmitgliedern, geleitet. Die operative Leitung des Vorstandes hat das Exekutivkomitee, das aus drei Personen besteht, die die Bereiche Camps & Sozialfonds, Marketing & PR und Finanzen & Infrastruktur betreuen. Der Vorstand wird alle vier Jahre von der Generalversammlung gewählt. Rund 45 Personen sind ganzjährig in verschiedenen Beiräten ehrenamtlich an der Vereinsarbeit beteiligt. Ein hauptamtlicher Geschäftsführer dient als Ansprechpartner im laufenden Vereinsgeschäft und führt Organisations-, Koordinations- und Verwaltungstätigkeiten vor Ort durch.
Der Verein wird durch die Mitglieder des Exekutivkomitees und die Geschäftsführung nach außen vertreten. Zwei Rechnungsprüfer prüfen die Finanzgebarung des Vereins im Hinblick auf die Ordnungsmäßigkeit der Rechnungslegung und die statutengemäße Verwendung der Mittel. Alle Mitglieder des Vorstandes arbeiten ehrenamtlich und unentgeltlich für den Verein.
Der Verein wird neben den Einnahmen aus dem Campbetrieb aus Mitgliedsbeiträgen, Spenden und Sponsorzahlungen finanziert. Spenden an den Ferienhort-Sozialfonds werden zur Verwirklichung des Leitbildes des Vereins und insbesondere für die zielgerichtete Unterstützung sozial und finanziell schwächer gestellter Familien, bei der Finanzierung der Camp-Teilnahme ihrer Kinder, verwendet. Der Grundgedanke des Sozialfonds lautet: Kein Kind soll aus finanziellen Gründen von einer Teilnahme an den Camps ausgeschlossen werden.
Eine weitere Einnahmequelle ist die Vermietung der Liegenschaft während des Schuljahres an die HLW Wolfgangsee.

### Vereinspräsidenten
| Amtszeit  | Präsident                            | Beruf                                                                              |
| --------- | ------------------------------------ | ---------------------------------------------------------------------------------- |
| seit 2022 | Peter Humer                          | Vorstand UNIQA Österreich Versicherungen AG                                        |
| 1995–2022 | Walter Rothensteiner                 | Generalanwalt des Österreichischen Raiffeisenverbandes                             |
| 1989–1995 | Klaus Liebscher                      | Generaldirektor der Raiffeisen Zentralbank Österreich                              |
| 1977–1989 | Hellmuth Klauhs                      | Generaldirektor der Genossenschaftlichen Zentral-Bank                              |
| 1952–1976 | Karl Weninger                        | Generaldirektor des Österreichischen Credit-Institutes                             |
| 1946–1951 | Hans Pernter                         | Bundesminister für Unterricht a. D.                                                |
| 1935–1938 | Klemens Ottel                        | Konsulent für das kaufmännische Bildungswesen im Bundesministerium für Unterricht  |
| 1916–1934 | Max Hussarek von Heinlein            | k. u. k. wirklicher Geheimer Rat, k. k. Ministerpräsident a. D.                    |
| 1907–1915 | Richard Graf von Bienerth-Schmerling | k. u. k. wirklicher Geheimer Rat, k. k. Ministerpräsident a. D., k. k. Statthalter |
| 1898–1907 | Wilhelm von Hartel                   | k. u. k. wirklicher Geheimer Rat, k. k. Minister für Kultus und Unterricht a. D.   |
| 1888–1897 | Alfred von Arneth                    | Präsident der kaiserlichen Akademie der Wissenschaften                             |